# 徐元义
徐元义（？—1933年11月），又名徐自由，山东莱阳人，后因谋杀张静源而被中国共产党处决。

## 生平
小学教员。1932年夏，张静源在褚家疃发展谢明钦、孙夷平、战立山入党时，徐元义一同入党。1933年2月，徐元义不经莱阳中心县委批准，到栖霞县以教学为名，以拉夫方式公开发展党员。6月，徐元义通过其弟、中共青岛市委交通员徐元沛，与中共青岛市委接上关系，隐瞒莱阳已有县委的事实，另行成立了中共莱阳县委，自任书记，与张静源为首的莱阳中心县委分庭抗礼。从此，莱阳出现了两个县委同时并存的局面。
9月，中共青岛市委书记李大章得知莱阳存在两个县委后，即派李仲翔（李林）到莱阳处理两个县委的合并问题。李仲翔到莱阳后，先到小徐格庄与徐元义取得联系，后到万第小学找到谢明钦引见张静源。由于张静源为书记的莱阳中心县委隶属中共中央北方局，未与青岛市委接关系，不知李林的真实身份。为弄清李林的政治面目，张静源即通过谢明钦告诉李林，请作政治形势报告，以便验证李林的真实身份。一天晚上，李林在小徐格庄村家庙里对与会的30多名党员，作了政治形势报告。报告后，中心县委的同志认定李林确是青岛市委派来的。于是，张静源、宋化鹏按李林提议到徐元义家出席了他召开的两个县委负责人会议。会上，徐元义提出种种理由阻止两个县委的合并，李林会前已摸清了徐元义分裂党的活动及违犯党纪的许多问题，对徐元义态度提出严肃批评。徐元义不得不同意合并，但要求他能参加合并后县委的领导。
按李林原来的计划，两县委合并后应立即成立新的县委，但是交通员送来青岛市委书记李大章让李林火速返青的急信。李林接信后要立即离开，原计划未能完成。李林仓促离开时提出两点意见：一是新县委由张静源负责组建；二是新县委组建后，在一个月内，由徐元义向青岛市委汇报情况。李林走后，张静源按李林提出的意见，召集中心县委主要成员刘松山、宋化鹏、宋玉桂在宋玉桂家举行会议，研究组建新县委的问题。
然而李林走后，徐元义开始策划杀害张静源。当日晚，他以到村外开会为名，指派李文芝、徐元章、徐元洪、徐凤瑞等人将张静源骗至村东南看牛岗处，由李文芝将其枪杀、面容毁坏、将衣服剥掉，移埋于富水河的芹沟口石崖下沙滩里。后被发现，宋玉桂调查认定张静源死亡，后经查明张静源确系徐元义所害。10月底，宋化鹏、刘松山、宋玉桂等人在水口村召开会议，决定派姜宗泰、李元勋等党员处决徐元义。11月初，姜宗泰、李元勋等以给新党员讲话为名，将徐元义引到前淳于村后的青石窝处。然后，由姜宗泰宣布徐元义分裂、背叛中国共产党、是杀害张静源的凶手，执行枪决。
1933年12月，青岛省工委交通员徐元沛，为给其兄徐元义报仇，通过莱阳红十字会会长李立州、副会长王慈臣，将所掌握的莱阳共产党员名单提供给梁秉锟，一些中共莱阳县委成员被捕。